# 吉開泰信
吉開 泰信（よしかい やすのぶ、1952年12月14日 - ）は、日本の細菌学者、免疫学者。九州大学名誉教授。

## 経歴
福岡県に生まれる。1971年福岡県立修猷館高等学校を経て、1977年3月九州大学医学部医学科を卒業。1982年3月同大学院医学研究科（細菌学）を修了、医学博士。
1982年4月九州大学医学部細菌学教室助手となり、1983年4月九州大学生体防御医学研究所免疫学部門助手に移り、1983年6月トロント大学オンタリオ癌研究所MRC奨励研究員。1989年4月九州大学生体防御医学研究所助教授となる。
1991年1月名古屋大学医学部附属病態制御研究施設生体防御研究部門教授に就任。1998年4月同施設長を務める。2001年名古屋大学大学院医学研究科教授に就任。
2002年3月九州大学生体防御医学研究所感染防御研究センター感染制御学教授に就任。2003年4月同センター長を経て、2004年4月生体防御医学研究所所長に就任する。2003年より2007年まで九州大学大学院医学研究院教授も兼任し、2008年4月九州大学副学長に就任。2018年3月退職、九州大学名誉教授。
日本細菌学会評議員、日本免疫学会評議員なども務めた。2011年小島三郎記念文化賞受賞